# Ann Eringstam
Ann Theresia Eringstam, född 23 november 1977 i Växjö, är svensk fotokonstnär bosatt i Göteborg.
Hon avslutade sin masterexamen i fotografi 2006 på Högskolan för fotografi vid Göteborgs universitet. 
Ann Eringstam har ställt ut både i Sverige och utomlands, bland annat på  Kulturhuset, Stockholm, Hasselblad Center, Göteborgs konsthall, Liljevalchs konsthall, Halmstads konsthall,  Mjellby konstmuseum, Eskilstuna konstmuseum, Växjö konsthall och Örebro konsthall. 2012 har hon separatutställning på Finlands fotografiska museum. Eringstam är representerad vid bland annat Göteborgs konstmuseum.